# Archamia leai
Archamia leai är en fiskart som beskrevs av Waite, 1916. Archamia leai ingår i släktet Archamia och familjen Apogonidae. Inga underarter finns listade i Catalogue of Life.